# Natalîn, Horohiv
Natalîn (în ucraineană Наталин) este un sat în comuna Kolodeje din raionul Horohiv, regiunea Volînia, Ucraina.

## Demografie
Componența lingvistică a localității Natalîn
     Ucraineană (98,95%)
     Alte limbi (1,04%)
Conform recensământului din 2001, majoritatea populației localității Natalîn era vorbitoare de ucraineană (98,95%), existând în minoritate și vorbitori de alte limbi.